# Ismaília
A cidade de Ismaília (الإسماعيلية Al Isma'iliyah, em árabe) é a capital da província egípcia de Ismaília. Encontra-se na margem ocidental do Canal de Suez, aproximadamente a meio caminho em Porto Said, ao norte, e Suez, ao sul. Na altura da cidade, o canal alarga-se para incluir Timsah, um do Lagos Amargos. É um centro administrativo para o canal e ainda mantém diversas casas de estilo colonial da época da presença britânica e francesa. Sua população é de cerca de 750 000 habitantes.
Todos os anos a cidade é palco da maior corrida de camelos do mundo. A corrida anual de camelos é apenas um dos diversos eventos da vida cultural de Ismailia. A cidade também promove anualmente festivais de cinema, teatro experimental e um "carnaval de primavera".